# Sufragi femení

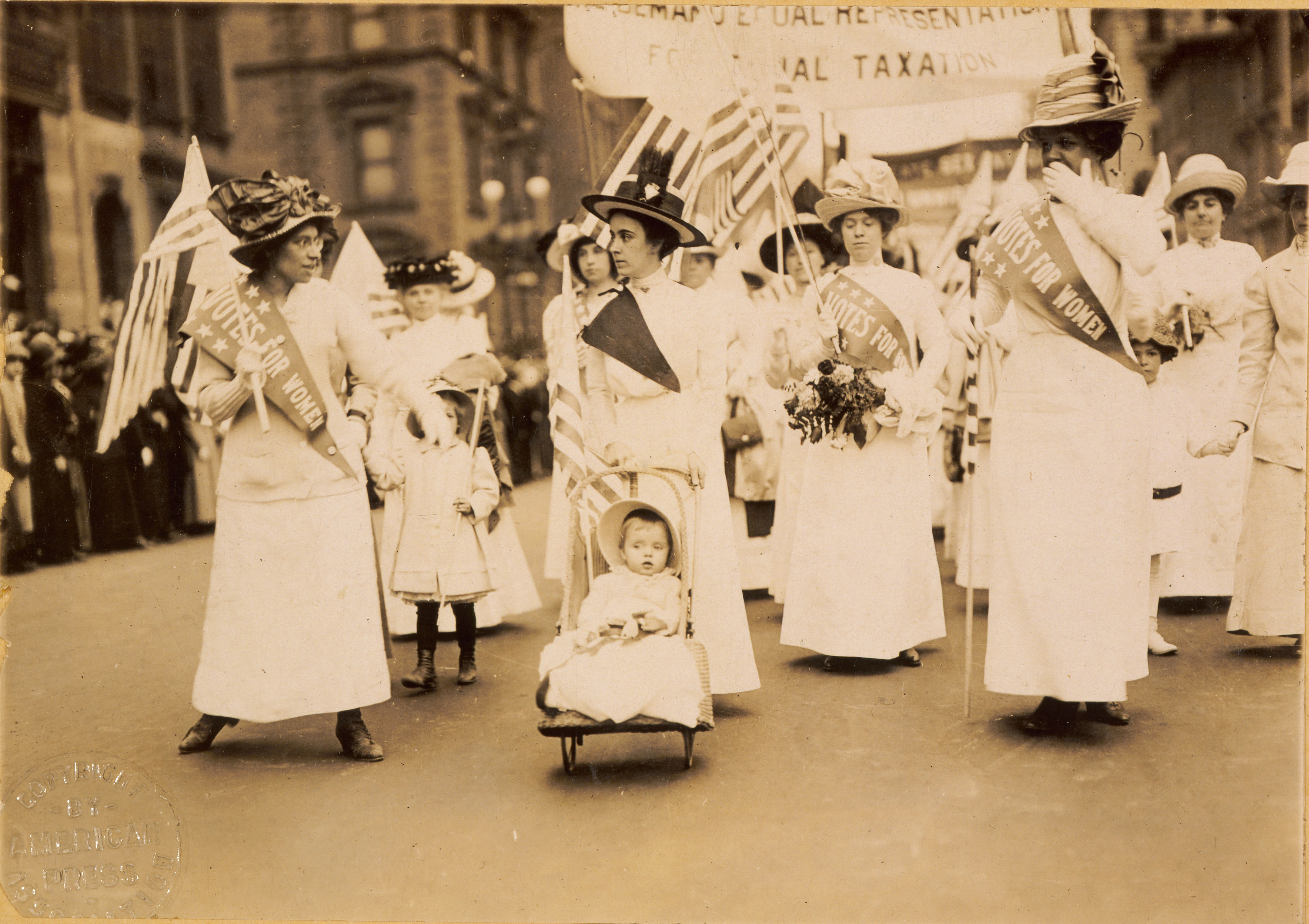
Manifestació de sufragistes a la ciutat de Nova York, 1912

El moviment internacional pel sufragi femení dut a terme per les sufragistes va ser un moviment reformista social, econòmic i polític que promovia l'extensió del sufragi (això és, el dret al vot) a les dones, advocant pel «sufragi igual» (abolició de la diferència de capacitat de votació per gènere) en lloc del «sufragi universal» (abolició de la discriminació deguda principalment a l'ètnia), ja que aquest últim era considerat massa revolucionari.

## Història

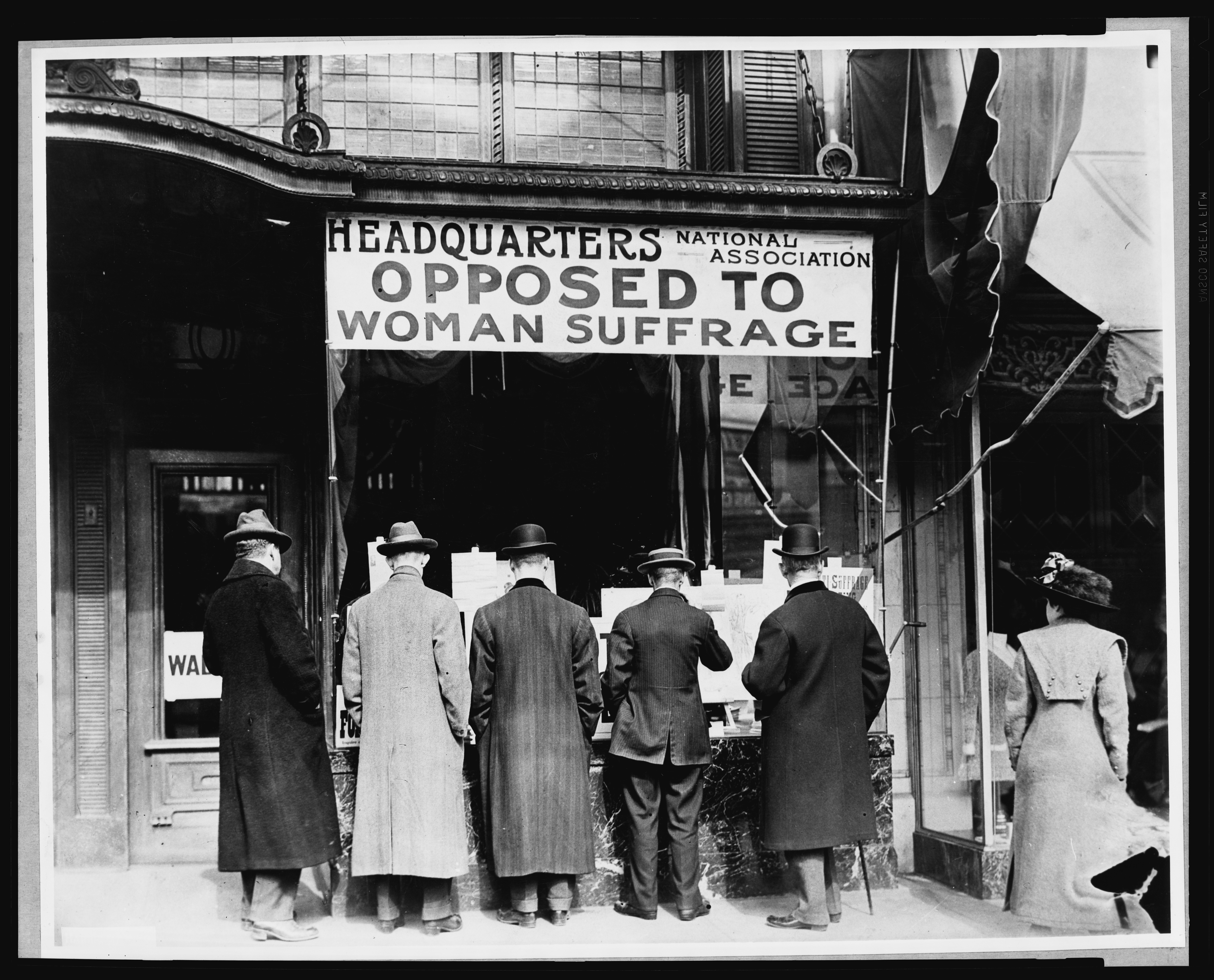
Antisufragistes als EUA

La configuració del moviment feminista com a tal en el segle xix va lligat als moviments sufragistes que van aparèixer a mitjans d'aquest segle als països anglosaxons, particularment a la Gran Bretanya i als Estats Units. Als Estats Units, va néixer gràcies als moviments antiesclavistes, en el qual van militar moltes dones, però que, quan van veure que eren marginades pels seus mateixos companys de lluita, van decidir que elles també havien de lluitar pel seu propi alliberament. Un moment important va ser la Convenció i posterior Declaració de Seneca Falls, l'any 1848. A la Gran Bretanya, tot i l'existència d'iniciatives anteriors, el moviment comença realment a partir de 1897 quan es va fundar la NUWSS (National Union of Women Suffrage) i l'any 1903, quan Emmeline Pankhurst va fundar la WSPU (Women's Social and Political Union).
Dins del moviment es van formar dos corrents: el moderat, que pensava que amb el vot s'acabarien les desigualtats entre els sexes, i un de més radical que, a més del vot, demanava canvis en la família, el treball, la sexualitat... Segons aquest corrent, el vot es veu com a condició necessària però no suficient. Molts anys de lluita, empresonament i mort de dones van ser necessaris per aconseguir el vot.

## Línia temporal
El sufragi femení ha estat aprovat (i revocat) diverses vegades en diferents països del món. En alguns estats com Estats Units o Sud-àfrica el sufragi femení s'ha autoritzat abans que el sufragi universal; així, una vegada concedit aquest als homes i dones blancs, encara se'ls continuava negant el dret a votar a homes i dones d'altres ètnies. No obstant això, en la majoria de països el sufragi femení ha estat el que ha portat a l'universal.
El 1776 a Nova Jersey es va autoritzar accidentalment el primer sufragi femení (es va utilitzar la paraula «persones» en comptes d'«homes»), però es va abolir el 1807.
El 1838 es va aprovar el sufragi femení (amb les mateixes característiques pròpies que el masculí) a les Illes Pitcairn.
El 1853 es va aprovar el sufragi femení a Vélez (a l'actual departament colombià de Santander). Va ser-ne el primer cas a Llatinoamèrica.
A la segona meitat del segle xix, diversos països i estats van reconèixer un tipus de sufragi femení restringit a eleccions municipals, i el 1869, el territori de Wyoming es va convertir en el primer estat dels EUA on es va instaurar el «sufragi igual» (sense diferències de gènere), encara que no el sufragi universal (no podien votar homes ni dones de color negre).
El 1893 es va aprovar a Nova Zelanda el primer sufragi femení sense restringir, gràcies al moviment liderat per Kate Sheppard. De tota manera, a les dones només se'ls permetia votar però no presentar-se a eleccions. Les paperetes femenines de votació es van adoptar just setmanes abans de les eleccions generals. Altra vegada des de 1919 les neozelandeses van tenir el dret a ser elegides per a un càrrec polític.
El primer país a oferir el sufragi universal (i també permetre a les dones presentar-se a eleccions per al parlament) va ser Austràlia Meridional el 1902 (segons d'altres va ser el 1894), i Tasmània el 1903.
El sistema electoral a Gran Bretanya i Irlanda de 1918 ampliava el dret de vot als homes majors de 21 anys, posseïssin propietats o no, i el sufragi femení les dones de més de 30 anys amb certes condicions econòmiques, i va entrar en vigor a les eleccions al Parlament del Regne Unit de 1918. La reforma electoral protegir la base de votants conservadors a l'Anglaterra rural.

## Espanya
A l'estat espanyol, el pes cultural de la ideologia de la domesticitat i el pes de l'Església, entre d'altres, van fer que el moviment feminista s'iniciés dèbilment i fos molt moderat en un principi. Durant el primer terç del segle xx, figures de la burgesia catalana com Dolors Monserdà (que escriu el seu Estudi feminista el 1909) o Francesca Bonnemaison estarien lligades més a la promoció de les dones vinculada al catolicisme social que al feminisme.
Els primers moviments es produeixen el 1907 quan se'n presenta una iniciativa legislativa que és derrotada.
L'any 1918 es va fundar l'ANME (Asociación Nacional de Mujeres Españolas), que va ser l'organització feminista més important de l'època. De 1920 a 1931 es va donar el període de més activitat per aconseguir el vot. Va destacar Carmen de Burgos, que amb la “Cruzada de Mujeres Españolas” va convocar la primera manifestació feminista de l'estat l'any 1921, durant la qual es va repartir un manifest a favor del vot.
Durant la dictadura del general Primo de Rivera, aquest, en un gest paternalista i imitant Mussolini, va donar el dret de vot a les dones a l'Estatut Municipal de 1924. Aquest dret, molt restringit, perquè només podien votar les dones majors de 23 anys emancipades que no fossin casades ni prostitutes —és a dir, una molt petita minoria— no es va poder exercir mai per l'absència d'eleccions.
En començar la Segona República, destacades diputades com Clara Campoamor i Victoria Kent van ser membres de l'ANME i Margarita Nelken. Malgrat això, en els debats parlamentaris sobre la inclusió del sufragi femení en la Constitució de 1931, Clara Campoamor es va quedar sola, ja que Victoria Kent i Margarita Nelken s'hi van oposar seguint la disciplina del partit, és a dir, al·legant que el vot de les dones donaria la victòria als partits de dretes per estar massa influenciades per l'Església i pels seus marits. Malgrat això, Clara Campoamor va defensar, a costa de la pròpia posició en el Partit Radical en què militava, el vot de les dones i enfrontant-se a les habituals campanyes -amb suport científic o sense- que argumentaven la insuficiència en voluntat i intel·ligència del sexe femení. Gràcies a la seva defensa en els debats parlamentaris, l'1 d'octubre de 1931, es va aprovar el sufragi femení per 161 vots a favor i 121 en contra.
El 16 d'abril de 1933 van votar per primer cop les dones de Canet de Mar fent ús del dret al vot aprovat a la Constitució de 1931, en un referèndum sobre la construcció del mercat municipal. Emília Domenech, mestra i feminista del poble, va ser-ne una de les principals promotores. El primer vot general fou en les eleccions de 1933, en les quals va guanyar la dreta a causa de la divisió de les esquerres i el càstig que va imposar la CNT a la República, que va ordenar als seus afiliats que no votessin, ja que no s'estaven complint les reformes que el govern havia promès. Se'n va culpar aleshores Clara Campoamor i a les dones, ja que algunes forces consideraven que tradicionalment eren més conservadores, però després no es va rectificar quan el Front Popular guanyà les eleccions l'any 1936.

## Catalunya
A Catalunya, ja l'any 1917 dones com Carme Karr i Àngela Cardona van defensar el sufragi femení des de la revista Feminal. Carme Karr, fundadora de la revista, va ser també la iniciadora a Barcelona de l'ANME i va ser una de les poques dones a l'estat espanyol que es va reconèixer en les sufragistes britàniques i americanes, que es titllaven aquí de poc femenines i massa radicals.
El 21 d'octubre de 1945 les dones van poder votar a la Catalunya Nord, com a la resta de França, per primera vegada.

## Llista comparativa d'estats amb sufragi femení
Per ordre d'aprovació:
| Estats                         | Dret masculí al vot en eleccions nacionals | Vot de les dones amb igualtat als homes |
| ------------------------------ | ------------------------------------------ | --- |
| Nova Zelanda                   | 1879                                       | 1893 |
| Austràlia                      | 1901                                       | 1902 |
| Finlàndia                      | 1906                                       | 1906 |
| Noruega                        | 1898                                       | 1913 |
| Dinamarca                      | 1920                                       | 1915 (des de 1908 podien votar les dones de més de 25 anys i que paguessin impostos)                                                                                       |
| Irlanda                        | ?                                          | 1918 |
| Polònia                        | ?                                          | 1918 |
| Geòrgia                        | ?                                          | 1918 |
| Rússia                         | 1918                                       | 1918 |
| Islàndia                       | ?                                          | 1919 |
| Luxemburg                      | ?                                          | 1919 |
| Bèlgica                        | ?                                          | 1919 |
| Alemanya                       | 1867                                       | 1919 |
| Suècia                         | 1909                                       | 1919 |
| Països Baixos                  | 1917                                       | 1919 |
| Albània                        | ?                                          | 1920 |
| Àustria                        | ?                                          | 1920 |
| Hongria                        | ?                                          | 1920 |
| Txecoslovàquia                 | 1920                                       | 1920 |
| Regne Unit                     | 1918                                       | 1928 (des de 1918 podien votar les dones majors de 30 anys) |
| Equador                        | ?                                          | 1929 |
| Espanya                        | 1869                                       | 1931 |
| Uruguai                        | 1917/1927                                  | 1930 |
| Cuba                           | ?                                          | 1934 |
| Turquia                        | 1876                                       | 1934 (des del 20 de març de 1930 en eleccions municipals) |
| Filipines                      | 1936                                       | 1937 (guanyat el 1935 amb un referèndum, 95% a favor) |
| El Salvador (limitat)          | ?                                          | 1939 |
| Canadà                         | 1920                                       | 1940 (al Quebec. De 1916 a 1922 a la resta del país) |
| República Dominicana           | ?                                          | 1942 |
| Jamaica                        | ?                                          | 1944 |
| França                         | 1848                                       | 1944 |
| Guatemala (limitat)            | ?                                          | 1945 |
| Panamà                         | ?                                          | 1945 |
| Itàlia                         | 1919                                       | 1945 |
| Trinitat i Tobago              | ?                                          | 1946 |
| Japó                           | 1925                                       | 1946 |
| Bulgària                       | ?                                          | 1947 |
| Iugoslàvia                     | ?                                          | 1947 |
| Argentina                      | 1912                                       | 1947 |
| Veneçuela                      | 1946                                       | 1947 |
| Surinam                        | ?                                          | 1948 |
| Romania                        | ?                                          | 1948 |
| Bèlgica                        | 1920                                       | 1948 (des de 1920 les dones podien votar a les eleccions comunals) |
| Xile                           | ?                                          | 1949 |
| Costa Rica                     | ?                                          | 1949 |
| Barbados                       | ?                                          | 1950 |
| Haití                          | ?                                          | 1950 |
| Antigua i Barbuda              | ?                                          | 1951 |
| Dominica                       | ?                                          | 1951 |
| Grenada                        | ?                                          | 1951 |
| Saint Vincent i les Grenadines | ?                                          | 1951 |
| Santa Lucía                    | ?                                          | 1951 |
| Bolívia                        | ?                                          | 1952 |
| Grècia                         | ?                                          | 1952 |
| Saint Kitts i Nevis            | ?                                          | 1952 |
| Índia                          | 1950                                       | 1952 |
| Guyana                         | ?                                          | 1953 |
| Mèxic                          | 1909                                       | 1953 |
| Pakistan                       | ?                                          | 1954 |
| Síria                          | ?                                          | 1954 |
| Hondures                       | ?                                          | 1955 |
| Nicaragua                      | ?                                          | 1955 |
| Perú                           | ?                                          | 1955 |
| Costa d'Ivori                  | ?                                          | 1955 |
| Vietnam                        | ?                                          | 1955 |
| Egipte                         | ?                                          | 1955 |
| Tunísia                        | ?                                          | 1956 |
| Líban                          | 1908                                       | 1957. Des de 1952 fins a 1957, les dones requereixen una prova educativa, els homes no. Durant aquests cinc anys, el vot era obligatori per a homes, opcional per a dones. |
| Colòmbia                       |                                            | 1957 (des de 1854, a la província de Vélez —Santander—, podien votar. Van perdre el dret al vot el 1886 però el van recuperar el 1957)                                     |
| Paraguai                       | ?                                          | 1961 |
| Brasil                         | 1889                                       | 1961 |
| Bahames                        | ?                                          | 1962 |
| Mònaco                         | ?                                          | 1962 |
| Iran                           | ?                                          | 1963 |
| Kenya                          | ?                                          | 1963 |
| Belize                         | ?                                          | 1964 |
| EUA                            | 1870                                       | 1965 (des de 1920 podien votar només les dones de color blanc) |
| Andorra                        | 1933                                       | 1970 (se'ls va concedir el dret a vot al 1969 però no el d'elegibilitat)                                                                                                   |
| Suïssa                         | 1848                                       | 1971 |
| Portugal                       | ?                                          | 1971 (des de 1931 podien votar les dones amb escola secundària completa)                                                                                                   |
| Liechtenstein                  | ?                                          | 1984 |
| Àfrica central                 | ?                                          | 1986 |
| Djibouti                       | ?                                          | 1986 |
| Samoa                          | ?                                          | 1990 |
| Sud-àfrica                     | 1994                                       | 1994 (des de 1930 podien votar només les dones de color blanc) |
| Afganistan                     | ?                                          | 2003 |
| Kuwait                         | ?                                          | 2006 |

## Llista d'estats sense sufragi femení
Actualment, alguns països no reconeixen el sufragi a les dones, o sí que el reconeixen (com al Líban), però d'una manera diferent que als homes. La llista següent inclou els estats que no permeten el sufragi ni a homes ni a dones:
- Aràbia Saudita
- Brunei
- Emirats Àrabs Units

## Sufragistes
Les i els sufragistes van ser sovint membres de diferents associacions amb el mateix objectiu, però seguint diferents tàctiques; per exemple, les sufragistes britàniques es caracteritzaven per un tipus de defensa més combativa.

### Contribucions de Jane Addams
Jane Addams, que s'havia convertit en una figura nacional popular, també va ajudar altres persones fora de Hull House. Ella i altres residents de Hull House sovint van fer "lobby" als governs de la ciutat i dels estats. Van contactar amb funcionaris públics i legisladors i els van instar a aprovar determinades lleis i prendre altres accions per beneficiar la comunitat.
Fins a l'any 1920, les dones americanes no podien votar. Addams es va unir al moviment pel sufragi femení. Va ser vicepresidenta de la National American Woman Suffrage Association. Addams també va ser membre fundador de la National Association for the Advancement of Coloured People (NAACP).
Com a resposta als comentaris antisufragistes del senador de Nova York Elihu Root, Julia Ward Howe cita Jane Addams en una carta del New York Times a l'editor. Publicat el 20 de març de 1909, l'opinió explica les condicions municipals insegures i insalubres de mantenir les dones sense poder votar. Addams argumenta que les ciutats, com les cases, necessiten la neteja de la llar i han patit problemes interns perquè no se'ls ha concedit a les dones el dret de vot.
Addams va exercir com a vicepresidenta de l'Associació Nacional de Sufragi de Dones Americanes entre 1911 i 1914. Va viatjar pel país, donant conferències i escrivint sobre el sufragi. Quan l'any 1920 es va aprovar la 19a esmena que donava a les dones el dret de vot, Addams es va convertir en membre de la Lliga de Dones Votants, per ajudar les dones a estar informades sobre les candidatures i el funcionament de la votació.

#### Why Women Should Vote[10]
El 27 de gener de 1910 es va publicar un article d'Addams a la revista nord-americana Ladies Home Journal. Aquest, sota el títol de “Why Women Should Vote” exposa les raons per les quals Addams defensa la implementació del vot femení.
“For many generations it has been believed that woman's place is within the walls of her own home, and it is indeed impossible to imagine the time when her duty there shall be ended or to forecast any social change which shall release her from that paramount obligation.” (Addams, 1910, pàg 21)
Fins al moment, les responsabilitats de les dones eren únicament en l'àmbit domèstic i familiar, enfocades a tenir cura de la casa i la família i ocupar-se de l'educació dels fills i filles. No obstant això, remarca que en aquells moments a Chicago -zona en què residia i enfocava el seu treball de Hull House- hi havia molta pobresa i moltes dones no podien complir amb la seva responsabilitat de mantenir la llar en bones condicions a conseqüència d'aquest fet.
Altrament, menciona com es considerava que les dones tenien una consciència molt lenta de manera que no podien fer front a cap obligació fora del cercle domèstic-familiar. Aquesta menció fa al·lusió al fet que es considerava que les dones no eren capaces de poder-se responsabilitzar de res que no fos el que històricament i socialment s’esperava d'elles, però Addams ho contradiu. Expressa que les dones no prestaven atenció aquests temes perquè no se’ls considerava sota la seva responsabilitat, mes no significava que no estiguessin qualificades per prendre les responsabilitats.
“In closing, may I recapitulate that if woman would fulfill her traditional responsibility to her own children; if she would educate and protect from danger factory children who must find their recreation on the street; if she would bring the cultural forces to bear upon our materialistic civilization; and if she would do it all with the dignity and directness fitting one who carries on her immemorial duties, then she must bring herself to the use of the ballot -- that latest implement for self-government. May we not fairly say that American women need this implement in order to preserve the home?” (Addams, 1910, pàg 22)
En conclusió, Jane Addams va defensar que el vot femení podia servir per tal que les dones defensessin l’atmosfera domèstica, ja que era en elles sobre qui requeia la responsabilitat d’aquesta.